# Michal Burian (historik)
Michal Burian (* 15. června 1971 Praha) je český vojenský historik, plukovník armády ČR a ředitel odboru muzeí Vojenského historického ústavu.

## Život
Michal Burian absolvoval Gymnázium Jana Nerudy v Praze, vystudoval FF UK v oboru historie a FTVS UK v oboru kinantropologie. Od roku 1995 je pracovníkem Vojenského historického ústavu v expozičním, sbírkovém a vědeckém oddělení a v muzejním odboru správním. Od roku 2008 je zde ředitelem odboru muzeí. Působí jako kurátor mnoha sbírek automobilové a těžké bojové techniky. Dlouhodobě se zabývá historií paramilitárních sudetoněmeckých organizací a České obce sokolské. Je členem Výstavní a programové rady Národního technického muzea, Rady pro výstavní činnost Národního muzea, Ediční rady Ústavu pro studium totalitních režimů, Rady České olympijské akademie, Předsednictva vzdělavatelského odboru České obce sokolské
a Redakční rady časopisu Historie a Vojenství.

## Dílo
Michal Burian je autorem nebo spoluautorem:

### Výstavy
- Motocykl v armádě, Armádní muzeum Žižkov, Praha, 1996
- stálá expozice Vojenské technické muzeum VHÚ v Lešanech u Týnce nad Sázavou, od r. 1998
- Válečný plakát, Berlín, SRN, 2000
- Závodní motocykly, Národní technické muzeum, Praha, 2001
- ATENTÁT, Operace ANTHROPOID 1941–1942, Armádní muzeum Žižkov, Praha, 2002
- Stálá expozice Československé letectví 1918–1924, Letecké muzeum Kbely, Praha, 2003
- stálá expozice Muzeum 601. skupiny speciálních sil, Prostějov, 2004
- Historická vozidla na známkách, Poštovní muzeum, Praha, 2004
- stálá expozice Československé letectví 1925–1938, Letecké muzeum Kbely, Praha, 2004
- Prag, 27. Mai 1942, 10.35 Uhr – Das Heydrich-Attentat, Deutsches Technikmuseum, Berlín, SRN, 2005
- Doteky 2. světové války, Armádní muzeum Žižkov, Praha, 2005
- Evropský odboj, Milán, Itálie, 2005
- stálá expozice Letadla a létání ve Kbelích, Letecké muzeum Kbely, Praha, 2005
- stálá expozice Památník Lidice, Lidice, 2006
- Důvěrné Izrael, Armádní muzeum Žižkov, Praha, 2006
- stálá expozice Muzeum 4. brigády rychlého nasazení „Obrany národa“, Žatec, 2006
- stálá expozice Muzeum Výcvikové základny, Vyškov, 2006
- stálá expozice Muzeum Vojenské akademie, Vyškov, 2006
- ATENTÁT, Operácia ANTHROPOID 1941–1942, Slovenské národní muzeum, Bratislava, 2007
- stálá expozice Historie spojovacího vojska, Vojenské technické muzeum Lešany, 2007
- stálá expozice Muzeum 31. brigády radiační, chemické a biologické ochrany, Liberec, 2007
- Atentát na Reinharda Heydricha, Libeňský zámek, Praha, 2007
- „Beginnings…“ (Czechoslovak help to Israel in 1948–1949), Hertzliya, Izrael, 2008
- Republika, Národní muzeum, Praha, 2008
- Československo a Francie 1914–1945, Musée de L’Armée, Paříž, Francie, 2008
- Druhá světová válka v ulicích Prahy 8, Libeňský zámek, Praha, 2008
- stálá expozice Druhá světová válka, Letecké muzeum Kbely, Praha, 2009
- stálá expozice Křižovatky české a československé státnosti, Národní muzeum, Praha, 2009
- stálá expozice Památník Hrabyně, Hrabyně, 2009
- Hračky naší Kačky, Národní muzeum, Praha, 2009
- Od Mnichova k protektorátu, Senát Parlamentu ČR, Praha, 2009
- Od Mnichova k atentátu, Libeňský zámek, Praha, 2009
- Zlatá? šedesátá Vzpomínky a realita, Národní muzeum, Praha, 2010
- stálá expozice Národní památník hrdinů Heydrichiády v Resslově ulici, Praha, 2010
- Válečný plakát, Nikósie, Kypr, Národní galerie Jordánského království, Ammán, 2010
- Hračky naší Kačky, Slovenské národní muzeum, Bratislava, 2010
- Technika 20. století ve sbírkách VHÚ Praha, Národní technické muzeum, Praha, 2011
- Pod křídly Sokola, Armádní muzeum Žižkov, Praha, 2012
- The death of the architect of the holocaust, Jeruzalém, Tel Aviv, Izrael, 2012
- Atentát na Reinharda Heydricha, Senát parlamentu ČR, Praha, 2012
- Sokolové a republika, Písecká brána, Praha, 2012
- 95 let spojovacího vojska, GŠ AČR, Praha, 2012
- Operace ANTHROPOID, GŠ AČR, Praha, 2012
- The Assassination of Reinhard Heydrich, putovní výstava, USA, 2012
- European forgotten sacrifice, Brusel, Belgie, 2013
- Gešer ad Halom – Most Až sem, Armádní muzeum Žižkov, Praha, 2013
- Operation Israel Confidetial, putovní výstava, USA, 2013
- Osobnosti Prahy 6 v éře první republiky, Písecká brána, Praha, 2013[1]

### Publikace
- KOŘÁN, František; KNÍŽEK, Aleš; BURIAN, Michal. GAZ-67 in detail. RAK, Praha, 1999.
- KOŘÁN, František; BURIAN, Michal. Zündapp KS 750 in detail. RAK, Praha, 2000.
- KOŘÁN, František; KNÍŽEK, Aleš; BURIAN, Michal. URAL-375/4320 in detail. RAK, Praha, 2000.
- KOŘÁN, František; BURIAN, Michal. BMW R 75 in detail. RAK, Praha, 2001.
- KOŘÁN, František; BURIAN, Michal; KNÍŽEK, Aleš. GAZ-66 Variants in detail. RAK, Praha, 2001.
- KOŘÁN, František; BURIAN, Michal; KNÍŽEK, Aleš. Army Technical Museum at Lesany in detail. RAK, Praha, 2002.
- BURIAN, Michal. Protektorátní výroba radiotechnického průmyslu. In: Válečný rok 1944. Sborník příspěvků z konference. AVIS, Praha, 2001.
- BURIAN, Michal; KNÍŽEK, Aleš; RAJLICH, Jiří; STEHLÍK, Eduard. ATENTÁT – Operace ANTHROPOID 1941–1942. AVIS, Praha, 2002.
- BURIAN, Michal; KNÍŽEK, Aleš; RAJLICH, Jiří; STEHLÍK, Eduard. ASSASSINATION – Operation ANTHROPOID 1941–1942. AVIS, Praha, 2002.
- BURIAN, Michal. Deutscher Turnverband a československý stát v letech 1918–1933. In: WAIC, Marek (Ed.). Češi a Němci ve světě tělovýchovy a sportu. Karolinum, Praha, 2004.
- BURIAN, Michal; RÝC, Jiří. Historie spojovacího vojska. AVIS, Praha, 2007.
- BURIAN, Michal; DOUŠA, Pavel; JUNEK, Marek; STŘÍTESKÝ, Hynek; VANDROVCOVÁ, Míra. Republika, katalog výstavy. Praha, 2008.
- BURIAN, Michal; RÝC, Jiří. History of Signal Corps. AVIS, Praha, 2007.
- BURIAN, Michal; DÍTĚ, Josef; DUBÁNEK, Martin. OT-64 SKOT historie a vývoj obrněného transportéru. GRADA, Praha, 2010.
- BURIAN, Michal; WAIC, Marek; BÁRTA, Milan; SVOBODA, Libor. Pod křídly Sokola, katalog výstavy. Ústav pro studium totalitních režimů, Praha, 2012.
- BURIAN, Michal. Sudetoněmecké nacionalistické tělovýchovné organizace a československý stát v letech 1918 až 1938. Karolinum, Praha, 2012.[1]

## Ocenění
- Medaile Za zásluhy 1. stupeň (2022)